# Manuel Viana (político)
Manuel Francisco Viana Neto (Fortaleza, 3 de junho de 1952) é um médico e político brasileiro que foi deputado federal pelo Ceará.

## Dados biográficos
Filho de Francisco de Assis Parente Viana e Maria José Melo Viana. Graduado em Medicina em 1975 pela Universidade Federal do Ceará, já estava filiado ao MDB nessa época. Chefe do setor de Nefrologia em clínicas e hospitais particulares, bem como no Instituto José Frota, trabalhou junto ao Instituto Nacional de Assistência Médica da Previdência Social (INAMPS) e à prefeitura de Fortaleza.
Eleito deputado federal pelo PMDB em 1982, ausentou-se da votação da Emenda Dante de Oliveira em 1984 embora tenha sido eleitor de Tancredo Neves no Colégio Eleitoral em 1985. Reeleito em 1986, foi signatário da Constituição de 1988 e ficou na suplência na eleição seguinte, contudo foi efetivado após a cassação de Carlos Benevides por conta do caso dos Anões do Orçamento. Foi seu último mandato eletivo e ao final deste passou a cuidar de uma rede de hospitais particulares de sua propriedade.